# Ben Johnson (Politiker)

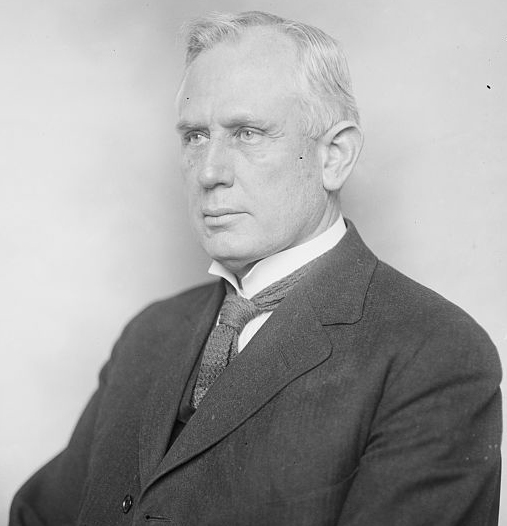
Ben Johnson

Ben Johnson (* 20. Mai 1858 bei Bardstown, Nelson County, Kentucky; † 4. Juni 1950 ebenda) war ein US-amerikanischer Politiker. Zwischen 1907 und 1927 vertrat er den Bundesstaat Kentucky im US-Repräsentantenhaus.

## Werdegang
Ben Johnson besuchte bis 1878 das St. Mary’s College. Nach einem anschließenden Jurastudium an der Louisville Law University und seiner 1882 erfolgten Zulassung als Rechtsanwalt begann er in Bardstown in diesem Beruf zu arbeiten. Gleichzeitig schlug er als Mitglied der Demokratischen Partei eine politische Laufbahn ein. Zwischen 1885 und 1887 saß er als Abgeordneter im Repräsentantenhaus von Kentucky, dessen Präsident er im Jahr 1887 war. Von 1893 bis 1897 leitete Johnson die Finanzbehörde im fünften Steuerbezirk von Kentucky. In den Jahren 1905 und 1906 gehörte er dem Staatssenat an.
Bei den Kongresswahlen des Jahres 1906 wurde Johnson im vierten Wahlbezirk von Kentucky in das US-Repräsentantenhaus in Washington, D.C. gewählt, wo er am 4. März 1907 die Nachfolge von David Highbaugh Smith antrat. Nach neun Wiederwahlen konnte er bis zum 3. März 1927 zehn zusammenhängende Legislaturperioden im Kongress absolvieren. Zwischen 1911 und 1919 leitete er den Ausschuss zur Verwaltung des Bundesbezirks District of Columbia. In seine Zeit im Kongress fiel der Erste Weltkrieg. Außerdem wurden zwischen 1913 und 1920 der 16., der 17., der 18. und der 19. Verfassungszusatz ratifiziert. In den Jahren 1912 und 1920 nahm Johnson als Delegierter an den jeweiligen Democratic National Conventions teil.
1926 verzichtete Johnson auf eine erneute Kandidatur für das US-Repräsentantenhaus. In den folgenden Jahren praktizierte er wieder als Anwalt. Er starb am 4. Juni 1950 im Alter von 92 Jahren in Bardstown.